# 共和党 (沖縄)
共和党（きょうわとう）は、アメリカ施政権下の沖縄で結成された政党。

## 概要
1950年9月に実施された群島議会選挙で当選した4人の保守系議員（新里銀三・宮城久栄・松本栄吉・祖根宗春）により、同年10月28日に結成された。これに知事選挙で落選した松岡政保や議会選挙で大敗した沖縄民主同盟の仲宗根源和・桑江朝幸らが加わった。仲宗根は、親米を掲げ、アメリカ信託統治を経ての琉球独立を目指したが、創立者の1人である新里銀三は「私らは、占領下で布令、布告が出ており、どうせ米軍のいいなりだったら、米軍から物をもらった方が得策だと主張した。しかし仲宗根源和は、独立論をぶち上げ、結局、仲宗根に押し曲げられてしまった。」と証言しており、独立をめぐる方針は2つに分かれていた。
しかし1951年に沖縄群島知事の平良辰雄が展開した本土復帰の署名活動に島民の多数が応じたことで勢いを失い、1952年琉球民主党が結成されると共和党は実質的にこれに吸収され、1953年に自然消滅した。